# Caldas (Minas Gerais)
Pour les articles homonymes, voir Caldas (homonymie).
Caldas est une municipalité brésilienne de l'État du Minas Gerais et la microrégion de Poços de Caldas.